# Hibbertia puberula
Hibbertia puberula är en tvåhjärtbladig växtart. Hibbertia puberula ingår i släktet Hibbertia och familjen Dilleniaceae.

## Underarter
Arten delas in i följande underarter:
- H. p. extensa
- H. p. glabrescens
- H. p. puberula